# Johan Kock

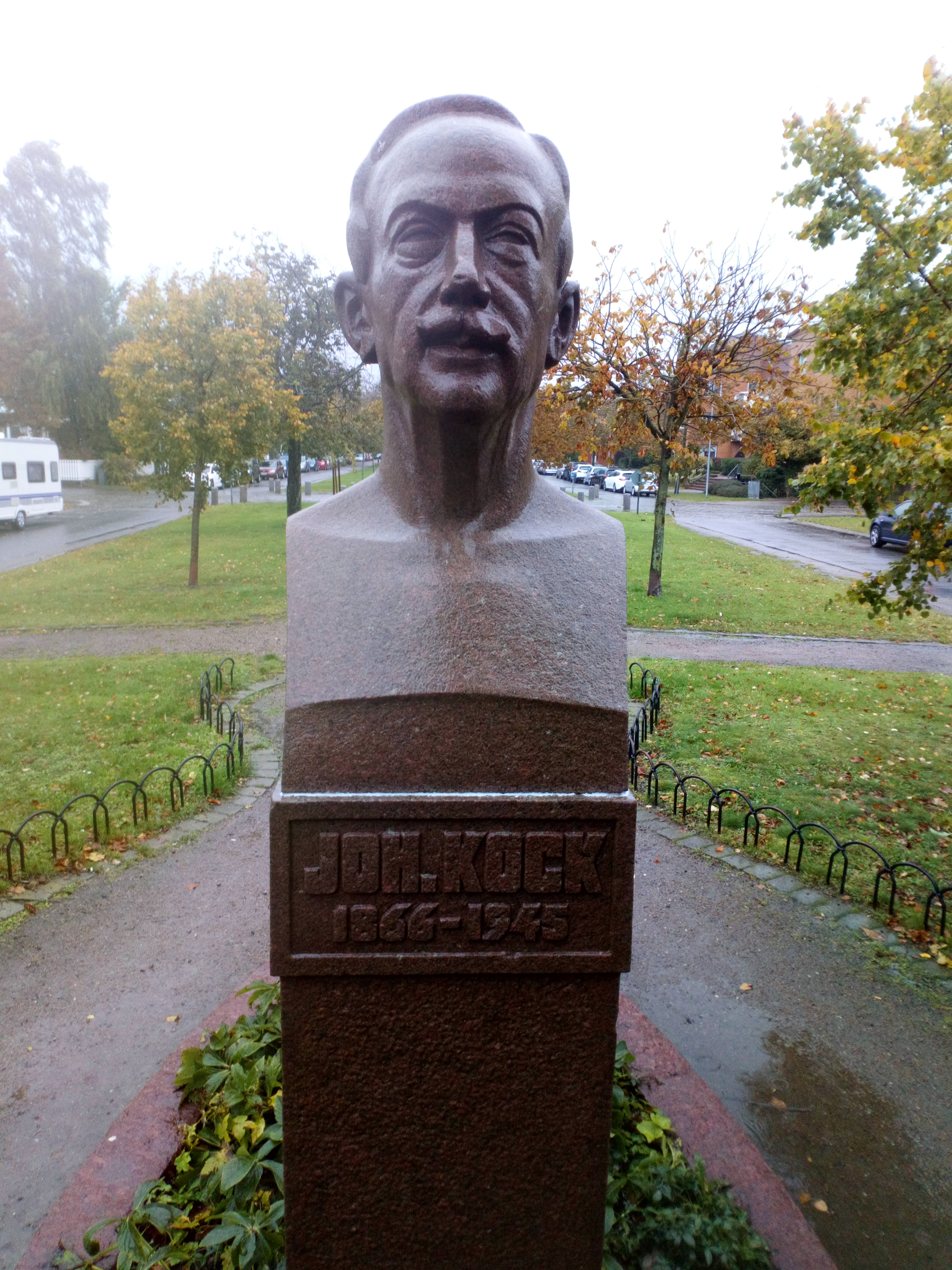
Bust av Jonas Fröding

Johan Henrik Kock, född 17 april 1866 i Trelleborg, död 1 maj 1945 i samma stad, var en svensk industriman. Han var sonson till C.J. Kock.

## Biografi
När Johan Kock var 16 år dog hans far Johan Aron Kock som då var 50 år gammal.
Ansvaret för familjeföretaget landade på Johans axlar då hans bror sedan tidigare ägnade sig åt jordbruk. 
Johans studier fick avbrytas då familjeföretaget krävde hela hans uppmärksamhet.
Det formella ansvaret dröjde dock till den 8 juli 1889 och ett av Johans första beslut var att specialisera familjeföretaget mot grosshandel med spannmål, foder, timmer och annan byggnadsmaterial.
Under resor i Tyskland och Skottland på 1880-talet blev Johan Kock imponerad av den europeiska industrialismen.
Han grundade bl.a. följande företag:
- 1894 Trelleborgs Bryggeri AB
- 1894 Trelleborgs stenkolsbolag
- 1897 velocipedringsfabriken Velox, vilken var mindre framgångsrik och med hjälp av Henry Dunker sedermera ombildades till Trelleborgs gummifabrik, idag Trelleborg AB.
- 1898 ett snickeri och möbelfabrik
- 1919 Trelleborgs glasbruk
- ett cementgjuteri och ett tegelbruk i Östra Grevie
- Färg och fernissfabriken Iris, som blev Gleitsmann, idag Akzo Nobel Inks.
- Yllefabriken i Kristianstad,
- Kolkompaniet i Malmö
- Ljungskogens Strandbad vid Skanör

Kock ville även anlägga en storflygpats utanför Trelleborg, vilket han inte lyckades med.
Kock var gift med Greta, född Herrlin, men fick aldrig några barn. 
Förmögenheten kom sedan att förvaltas av de Kockska stiftelserna som har delat ut åtskilliga miljoner till olika ändamål. Johan Kock fick efter sin död en gata i Trelleborg uppkallad efter sig. Det var Trädgårdsgatan som fick byta namn till Johan Kocksgatan. Gatan sträcker sig från Järnvägsgatan i söder till Hedvägen i norr och längs med gatan ligger ett av Johan Kocks livsverk, Trelleborgs Gummifabrik. Johan Kock står även som byst på Sankta Gertruds väg som är en parallellgata till Johan Kocksgatan.